# Zebrazeespin
De zebrazeespin (Ammothea hilgendorfi) is een zeespin uit de familie Ammotheidae. Ammothea hilgendorfi werd in 1879 voor het eerst wetenschappelijk beschreven door Böhm. Hij noemde hem naar Franz Martin Hilgendorf.
In november 2013 werd deze zeespin aangetroffen in de Oosterschelde, terwijl deze oorspronkelijk uit de Grote Oceaan komt. Ammothea hilgendorfi lijkt het goed te doen in het Nederlandse water, er werden meerdere exemplaren aangetroffen.

## Beschrijving
De relatief grote zebrazeespin is fraai gekleurd, waarbij pigmentstrepen zichtbaar zijn op de poten en het centrale lichaam. De zebrazeespin is ongeveer twee centimeter groot (als je de spanwijdte van de poten meerekent), terwijl het centrale lichaam enkele millimeters groot is. Karakteristiek voor de zebrazeespin is het ontbreken van de schaarpoten (chela) op de steel (chelifore).
De door het vrouwtje gelegde eitjes draagt ze over aan het mannetje die ze bevrucht. Deze verzorgt ze ook op speciaal ontworpen aanhangsels: de ovigeren. Hiermee dragen ze de bevruchte eierzakjes tot de jonge zeespinnen uitkomen.

## Verspreiding
De zebrazeespin is afkomstig uit kustgebieden in het tropisch en noordelijk deel van de Grote Oceaan. Deze soort leeft in de tropische en gematigde litorale zone van Zuidoost Azië (onder andere Japan) en de westkust van Amerika (onder andere California, Mexico). Als verstekeling via de intercontinentale scheepvaart werd deze soort tot in de Middellandse Zee (1979, Lagune van Venetië) en de Britse kust (1978, Southampton) getransporteerd, van waaruit de soort zich verder verspreidde richting de Noordzee.